# Mirza Teletović
Mirza Teletović (Mostar, Bosnia y Herzegovina, 17 de septiembre de 1985) es un exjugador bosnio de baloncesto que jugó seis temporadas en la liga ACB española, en el TAU Cerámica Baskonia, y otras seis en la NBA.

## Carrera

### Profesional
En febrero de 2009, conquista la Copa del Rey con el TAU y es nombrado MVP del torneo.
[actualizar]

### Selección nacional
Ha sido internacional con la Selección de baloncesto de Bosnia y Herzegovina.

## Estadísticas de su carrera en la NBA

### Temporada regular
| Año     | Equipo    | PJ  | PT | MPP  | %TC  | %3P  | %TL  | RPP | APP | ROB | TPP | PPP  |
| ------- | --------- | --- | -- | ---- | ---- | ---- | ---- | --- | --- | --- | --- | ---- |
| 2012-13 | Brooklyn  | 53  | 0  | 9.4  | .384 | .343 | .818 | 1.8 | .4  | .2  | .2  | 3.5  |
| 2013-14 | Brooklyn  | 72  | 7  | 19.4 | .418 | .390 | .710 | 3.7 | .8  | .4  | .3  | 8.6  |
| 2014-15 | Brooklyn  | 40  | 4  | 22.3 | .382 | .321 | .717 | 4.9 | 1.2 | .4  | .4  | 8.5  |
| 2015-16 | Phoenix   | 79  | 1  | 21.3 | .427 | .393 | .774 | 3.8 | 1.1 | .4  | .3  | 12.2 |
| 2016-17 | Milwaukee | 70  | 2  | 16.2 | .373 | .341 | .778 | 2.3 | .7  | .2  | .2  | 6.4  |
| 2017-18 | Milwaukee | 10  | 0  | 15.9 | .439 | .467 | –    | 2.3 | 1.0 | .4  | .1  | 7.1  |
| Total   | Total     | 324 | 14 | 17.8 | .406 | .371 | .755 | 3.2 | .8  | .3  | .3  | 8.1  |

### Playoffs
| Año   | Equipo    | PJ | PT | MPP  | %TC  | %3P  | %TL  | RPP | APP | ROB | TPP | PPP |
| ----- | --------- | -- | -- | ---- | ---- | ---- | ---- | --- | --- | --- | --- | --- |
| 2013  | Brooklyn  | 1  | 0  | 1.0  | .000 | .000 | .000 | .0  | .0  | .0  | .0  | .0  |
| 2014  | Brookyln  | 10 | 0  | 19.0 | .452 | .373 | .500 | 3.5 | .1  | .4  | .1  | 8.9 |
| 2015  | Brooklyn  | 3  | 0  | 5.3  | .000 | .000 | .000 | 1.3 | .0  | .3  | .0  | .0  |
| 2017  | Milwaukee | 3  | 0  | 9.0  | .167 | .250 | –    | 1.0 | .0  | .3  | .0  | 1.0 |
| Total | Total     | 19 | 0  | 13.9 | .398 | .313 | .667 | 2.5 | .2  | .4  | .1  | 5.4 |

## Logros y reconocimientos
- Campeón de la Liga de baloncesto de Bélgica: 2005-06
- 4.º puesto en la Final Four de la Euroliga: 2006-07 y 2007-08.
- Jugador revelación de la liga ACB 2007-08.
- Liga ACB (2): 2008, 2010
- Copa del Rey (1):  2009.
- Supercopa de España (3):  2006, 2007, 2008.

### Distinciones individuales
- MVP de la Copa del Rey de 2009
- MVP de la 6.ª jornada en la temporada 2009/10 de la liga ACB.
- Elegido en el Quinteto Ideal de la ACB (2012)